# Farnobius
Farnobius (* 4. Jahrhundert; † im Herbst 377) war ein greutungischer Reiterführer der Goten an der unteren Donau, der mit seinen Greutungen und ihnen verbündeten Taifalen und anderen Gotengruppen auf der Flucht vor den Hunnen die Donau überquerte. Im Balkangebirge, zwischen dem Schipkapass und dem Pass am Succi, wurden die Reitergruppen des Farnobius jedoch noch im Jahr 377 von dem in Thrakien römische Truppen kommandierenden römischen Feldherr Frigeridus abgefangen und fast vollständig vernichtet.

## Donauübergang
Unsere einzige Quelle zu Farnobius ist das Geschichtswerk des Ammianus Marcellinus, der selbst römischer Offizier war und die Ereignisse aus Sicht des Römischen Imperiums darstellte. Darin wird er zweimal erwähnt. Die erste Stelle lautet: 

“Per hos dies interea etiam Viderichus Greuthungorum rex cum Alatheo et Safrace, quorum arbitrio regebatur, itemque Farnobio propinquans Histri marginibus, ut simili susciperetur humanitate, obsecrauit imperatorem legatis propere missis.”

„In diesen Tagen kam auch der König der Greuthungen Widerich zusammen mit seinen Vormündern Alatheus und Saphrax, außerdem mit Farnobius, an das Donauufer und beschwor den Kaiser durch eilends geschickte Gesandte, ihn mit ähnlichem Wohlwollen aufzunehmen.“

Demnach war Farnobius gemeinsam mit Alatheus und Safrax unter den gotischen Heerführern, die im Jahr 376 die römische Grenze an der Donau überschritten. Farnobius spaltete sich mit seiner Reitertruppe wohl spätestens im Frühjahr 377, doch in jedem Fall noch vor dem Überschreiten der Donau von den Greutungen unter Alatheus und Safrax ab. Unter den immer stärker werdenden Angriffen der Hunnen zerfiel im Jahr 376 auch der terwingisch-taifalische Stammesverband. Die Taifalen schlossen sich den Greutungen des Farnobius an. Mit den Taifalen und weiteren Gotengruppen, die nicht mit den übersetzenden Terwingen verbunden waren, jedoch ebenso vor den Hunnen flüchteten, erzwang sich Farnobius den Weg über den Donaulimes. Die Greutungen unter Alatheus und Saphrax wie auch die Farnobius-Gruppe und die Taifalen drangen im Gegensatz zu den Terwingen des Fritigern, die sehr wahrscheinlich bei Durostorum-Silistr(i)a über die Donau setzen durften, vermutlich von Gutþiuda (Muntenien) illegal ins Römische Reich ein. Die zahlenmäßige Stärke der Reitertruppen des Farnobius lässt sich nur schätzen, doch müssen sie einen Großteil der Taifalen umfasst haben, da diese Taifalen auch nach der Gefangennahme und Deportation die Tradition des donauländischen Stammes fortsetzten und Siedlungen noch jahrhundertelang später nach ihnen benannt sind.

## Ende der Reitertruppen des Farnobius während des Gotenkriegs (376–382)

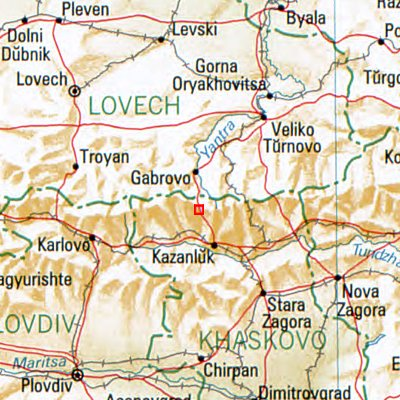
Der Schipkapass (rotes Viereck) im heutigen Umfeld.

Im Herbst des Jahres 377 wurde Frigeridus von Valens erneut nach Thrakien beordert, um am Schipkapass, von dem eine wichtige Straße in das südlich gelegene Tal der Maritza führte, eine befestigte Verteidigungslinie aufzubauen. Als die heranrückenden Goten versuchten, die Truppen des Frigeridus im Gebiet um Beorea einzukesseln, trat Frigeridus mit seinen Truppen den Rückzug an. Auf dem Weg in Richtung Westen über die Berge bis zum Pass am Succi an der Grenze von Thrakien nach Illyrien, wo es die neuen Stellungen zu errichten galt, überraschten sie Farnobius mit seinen plündernden Greutungen und Taifalen.

“repedando enim congregatusque in cuneos sensim progrediens Gothorum optimatem Farnobium cum uastatoriis globis uagantem licentius occupauit ducentemque Taifalos nuper in societatem adhibitos; qui, si dignum est dici, nostris ignotarum gentium terrore dispersis transiere flumen direpturi uacua defensoribus loca.”

„Während er [Frigeridus] seinen Rückzug allmählich mit geschlossenen Waffen ausführte, überraschte er den Gothenfürsten Farnobius, der mit seinen Räuberhorden sorglos plünderte. Er hatte sich durch ein Bündnis mit den Taifalen verstärkt: diese, beiläufig bemerkt, hatten die Donau überschritten, um die anliegenden Länder zu brandschatzen, die von den Unsern bei dem Ueberfall durch jene bisher unbekannten Völker entblößt worden waren.“

Farnobius fiel, die Überlebenden – offensichtlich vor allem den Taifalen zugehörig – ergaben sich Frigeridus. Sie wurden im Norden Italiens bei Modena, Reggio nell’Emilia und Parma angesiedelt, wie Ammianus Marcellinus berichtet:

“eorum cateruis subito uisis certare comminus dux cautissimus parans adortusque nationis utriusque grassatores minantes etiam tum acerba, trucidasset omnes ad unum, ut ne nuntius quidem cladis post appareret, ni cum aliis multis perempto Farnobio, metuendo antehac incensore turbarum, obtestatus prece impensa superstitibus pepercisset, uiuosque omnes circa Mutinam Regiumque et Parmam Italica oppida, rura culturos exterminavit.”

„Beim unerwarteten Anblick ihrer Haufen bereitete sich der umsichtige Feldherr [Frigeridus] auf einen Kampf Mann gegen Mann vor und unternahm einen Angriff auf die Wegelagerer aus beiden Völkern, die furchtbare Drohungen ausstießen. Er hätte sie auch bis auf den letzten Mann niedergemacht, so daß nicht einmal ein Bote des Gemetzels später hätte auftreten können. Doch nach dem Tode des vorher so furchterregenden Unruhestifters Farnobius und vieler anderer ließ er sich durch dringende Bitten umstimmen und verschonte die Übriggebliebenen. Er schenkte ihnen das Leben und ließ sie in die Umgegend der italischen Städte Mutina, Regium und Parma bringen und als Bauern ansiedeln.“

Dort erinnerte noch in langobardischer Zeit der Ortsname Taivalo, heute San Giovanni in Persiceto, an sie. Andere Gefangene wurden nach Aquitanien deportiert, wo der Ortsname Tiffauges noch an sie erinnert.